# 24188 Matthewage
24188 Matthewage è un asteroide della fascia principale. Scoperto nel 1999, presenta un'orbita caratterizzata da un semiasse maggiore pari a 2,3986945 UA e da un'eccentricità di 0,0622995, inclinata di 6,77259° rispetto all'eclittica.